# 中證指數有限公司
中证指数有限公司，2005年8月成立，是中華人民共和國一家金融市场指数提供商，由上海证券交易所和深圳證券交易所共同出资组建。该公司負責管理包括滬深300指數、中證100在內，包括股票、债券、商品、指数期货、基金等多个资产类别的近5000条金融指数，涉及了全球16个国家和地区。

## 外部連結
- 官方网站